# Villerest
Villerest [vilʁɛ] ist eine französische Gemeinde mit 5175 Einwohnern (Stand: 1. Januar 2022) im Département Loire in der Region Auvergne-Rhône-Alpes. Villerest gehört zum Arrondissement Roanne und zum Kanton Roanne-2.

## Geographie
Villerest liegt etwa 65 km westnordwestlich von Lyon an der Loire, die hier den Lac de Villerest bildet, wenige Kilometer südwestlich von Roanne. Umgeben wird Villerest von den Nachbargemeinden Riorges im Norden, Roanne im Nordosten, Commelle-Vernay im Osten, Saint-Jean-Saint-Maurice-sur-Loire im Süden und Südwesten, Lentigny im Westen und Ouches im Nordwesten.
Villerest liegt im Weinbaugebiet Côte Roannaise.

## Geschichte
Villerest war bereits in der Eisenzeit ein Siedlungsplatz. Bedeutung gewann es allerdings als wichtiger Ort des gallischen Stamms der Segusiaven.
Mit der Gründung einer Benediktinerabtei im Jahre 910 wurde der Ort dann auch aus klerikaler Sicht bedeutend.

### Bevölkerungsentwicklung
| Jahr                       | 1962 | 1968 | 1975 | 1982 | 1990 | 1999 | 2008 | 2017 |
| -------------------------- | ---- | ---- | ---- | ---- | ---- | ---- | ---- | ---- |
| Einwohner                  | 1743 | 2239 | 2928 | 4104 | 4243 | 4392 | 4436 | 4902 |
| Quellen: Cassini und INSEE |      |      |      |      |      |      |      |      |

## Gemeindepartnerschaften
Mit der rumänischen Gemeinde Piatra Neamț und der britischen Gemeinde Storrington in West Sussex (England) bestehen Partnerschaften.

## Sehenswürdigkeiten
- Schloss Champlong
- mittelalterlicher Ortskern mit Befestigungsmauer und Stadttor Port de Bise
- Staumauer von Villerest, die die Wasserhöhe des Lac de Villerest reguliert (1978 erbaut, seit 1984 als Pumpspeicherkraftwerk im Dienst)
- Kirche Saint-Priest-et-Saint-Jean-Baptiste aus dem 12. Jahrhundert, seit 1982 Monument historique
- romanische Kapelle Saint-Sulpice aus dem 12. Jahrhundert mit Glasmalereien
- Brücke über die Loire aus dem Jahre 1906